# Janet Hatfield
Pour les articles homonymes, voir Hatfield.
Janet Hatfield, est une triathlète professionnelle américaine, championne panaméricaine de triathlon en 1996.

## Palmarès
Le tableau présente les résultats les plus significatifs (podium) obtenus sur le circuit international de triathlon depuis 1992,.
| Année | Compétition                             | Pays             | Position           | Temps           |
| ----- | --------------------------------------- | ---------------- | ------------------ | --------------- |
| 1996  | Championnats panaméricains              | Brésil           | Médaille d'or      | 2 h 10 min 44 s |
| 1995  | Coupe du monde - l'étape de Sydney      | Australie        | Médaille de bronze | 2 h 5 min 25 s  |
| 1995  | Coupe du monde - l'étape d'Auckland     | Nouvelle-Zélande | Médaille d'or      | 2 h 7 min 3 s   |
| 1995  | Coupe du monde - l'étape d'Ilheus-Bahia | Brésil           | Médaille de bronze | 2 h 15 min 14 s |
| 1994  | Coupe du monde - l'étape d'Ixtapa       | Mexique          | Médaille de bronze | 2 h 5 min 59 s  |
| 1994  | Coupe du monde - l'étape d'Ilheus-Bahia | Brésil           | Médaille de bronze | 2 h 9 min 39 s  |
| 1992  | Coupe du monde - l'étape de San Andres  | Colombie         | Médaille de bronze | Timing          |
| 1992  | Coupe du monde - l'étape de Salvador    | Brésil           | Médaille d'argent  | 2 h 15 min 40 s |
| 1992  | Coupe du monde - l'étape d'Ixtapa       | Mexique          | Médaille de bronze | Timing          |